# Пирс, Уильям Лютер
Уи́льям Лю́тер Пирс (III) (англ. William Luther Pierce III, 11 сентября 1933, Атланта, Джорджия, — 23 июля 2002, Милл-Пойнт, Западная Виргиния) — американский политический деятель, писатель, сторонник господства белых, неонацист и антисемит. Основатель и бессменный руководитель американской расистской неонацистской организации «Национальный альянс». По первому образованию — физик, имел звание профессора Орегонского университета.
В 1966 году оставил преподавательскую деятельность, начал сотрудничать с Джорджем Рокуэллом, вступив в Американскую нацистскую партию, основанную Рокуэллом. После убийства Рокуэлла в 1967 году стал одной из самых заметных фигур движения сторонников превосходства «белых» в США. В 1974 году основал «Национальный альянс». Под псевдонимом Эндрю Макдональд (Andrew Macdonald) выпустил роман «Дневники Тёрнера» (1978), фактически заменивший для американских и европейских неонацистов «Майн Кампф» Гитлера. Книга и другие публикации Пирса, как и идеология «Национального альянса», неоднократно побуждали поклонников к совершению грабежей и убийств, стимулировав неонацистский терроризм в Великобритании и США, в частности, вызвав теракт в Оклахома-Сити в 1995 году.

## Биография

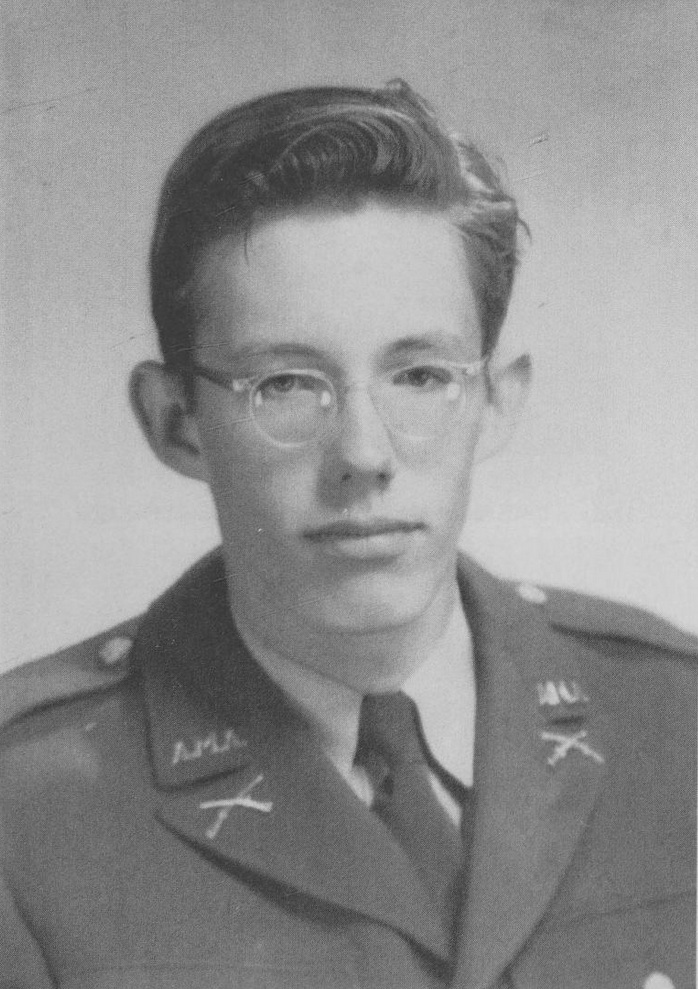
Пирс в форме военной академии

Родился в 1933 году в Атланте, штат Джорджия, в семье, которая поддерживала аристократические традиции старого американского Юга. Прадед Уильяма был губернатором Алабамы и главным уполномоченным Конфедерации в период Гражданской войны. Пирс вырос в среде, где к чернокожим относились с презрением и имел возможность видеть, что его домочадцы обращались с чёрной служанкой как с рабыней. В детские годы Уильям увлекался наукой и проводил химические эксперименты.
В 1951 году окончил курс физики в Университете Райса, получив диплом бакалавра. Непродолжительное время работал в лаборатории Лос-Аламоса. Учился в Калифорнийском технологическом институте, затем в Университете штата Колорадо, где в 1962 году смог защитить диссертацию. В 1962—1966 годах преподавал физику в Университете штата Орегон. Затем некоторое время работал в должности старшего научного сотрудника на авиационной фирме в Коннектикуте.
В конце 1950-х годов Пирс стал членом Общества Джона Бёрча, с этого времени начав более целенаправленно знакомиться с расистской литературой. Он увлёкся идеей влияния расовых различий на ход мировой истории, и предполагал написать книгу на эту тему. В конце 1966 года списался с Джорджем Рокуэллом и оставил научную деятельность, став членом Американской нацистской партии Рокуэлла. Пирс переехал в Вашингтон и совместно с Рокуэллом приступил к изданию партийного журнала «Национал-социалистический мир», который был ориентирован на серьезных читателей, включая учёных. В журнале Пирс, в частности, поместил выдержки из сочинений нацистской гуру Савитри Деви и британского неонациста Колина Джордана.
В 1967 году Рокуэлла застрелил один из его соратников. После этого Пирс возглавил «Национал-социалистическую партию белых людей», которая позиционировалась как преемник партии Рокуэлла. В 1968 году и Пирс и Уиллис Карто вошли в Молодежное движение в поддержку кандидатуры ультраправого политика Джорджа Уоллеса на пост президента США. В 1970 году Карто возглавил созданный на базе этого движения в Вирджинии крайне правый Национальный молодежный союз, пропагандировавший в том числе расистские и антисемитские идеи. Весной 1971 года в результате борьбы за лидерство Национальный молодежный союз раскололся, и Пирс, порвав с Карто, сумел объединить вокруг своей штаб-квартиры в Вашингтоне крупнейшую её фракцию, которая включала университетскую молодежь.
В 1974 году в целях более широкой поддержки в среде «белых» американцев Пирс смог реорганизовать своих соратников в расистский «Национальный альянс», который рассматривал себя как главную силу в предполагаемой будущей «расовой революции» и использовал лозунги «Свобода в неравенстве» и «Равенству противопоказана свобода». Члены этой партии называли себя белыми сепаратистами. В 1978 году под псевдонимом Эндрю Макдональд Пирс выпустил скандальное неонацистское сочинение «Дневники Тёрнера», которое призывало к межрасовой войне. Вначале он публиковал книгу в партийной газете «Атака» (в 1978 году газета изменила название на «Национальный авангард», с 1982 года стала журналом), а затем в виде отдельного издания. С целью распространения своих идей Пирсом было организовано издательство «Книга Национального авангарда». С этого периода число сторонников Пирса стало быстро расти, однако Национальная налоговая служба и не утвердила статус организации в качестве «образовательной».
В 1978 году Пирс основал «Космотеистическую общинную церковь». Он считал созданное им в рамках данной церкви учение пантеизмом и склонялся к «панарийским» нордическим культам. Эти культы акцентировались на идее особой близости «белых людей» с природой и природной «духовной сущностью», на что повлияли идеи Савитри Деви. Согласно учению, у каждой расы есть своя предначертанная роль: «белые» предрасположены стремиться к Богу, чёрные стремятся к лени, евреи стремятся к разложению. В 1985 году Пирс приобрёл большой участок земли в Милл Пойнте в Западной Вирджинии, огородил его колючей проволокой и стал продавать там книги на темы западной культуры и западных «языческих традиций». Своей целью он ставил спасение «белой расы», хотя бы здесь, вдалеке от федерального правительства. Отчасти он опирался также на британский израилизм и расистскую религию «идентичное христианство». «Национальный альянс» регулярно собирался, чтобы приобщиться к идеям «космотеизма».
Во второй половине 1980-х годов в период президентства Рональда Рейгана число членов «Национального альянса» существенно уменьшилось. В 1989 году Пирс издал новую книгу «Охотник» и заявил, что период его отступления закончился. Книга повествует о «белом» мужчине («одиноком волке») по имени Оскар Йегер, который объявил войну евреям и «цветным». С помощью винтовки с оптическим прицелом он убивал межрасовые супружеские пары, евреев и либеральных политиков. Книга посвящена стороннику превосходства «белой расы» и серийному убийце Джозефу Франклину. В своей резиденции Пирс выпускал расистскую литературу. С 1991 года он освоил новый прибыльный бизнес, выпуская аудиокассеты. С конце 1991 года на коротких волнах «Национальный альянс» начал выпускать еженедельную радиопрограмму «Голоса американских диссидентов». В этом Пирсу помог бывший радиоинженер Кевин Штром. Он же в конце 1995 года оказал Пирсу помощь в начале пропаганды при помощи Интернета, что привлекло к организации большое число сторонников. Пирс утверждал, в 1990—1991 году численность альянса возросла вдвое. По его словам, в конце 1992 года количество желающих вступить в организацию выросло в тридцать раз в сравнении с 1989 годом. Пирс поддержал основателя неонацистской «Церкви Всесоздателя» Бена Классена, который был привлечён к суду в связи с убийством одним из его «прихожан» чернокожего. В мае 1996 года суд приговорил Пирса уплатить штраф в 85 тысяч долларов за содействие укрывательству имущества «Церкви Всесоздателя» с целью возмещать ущерб семье погибшего.

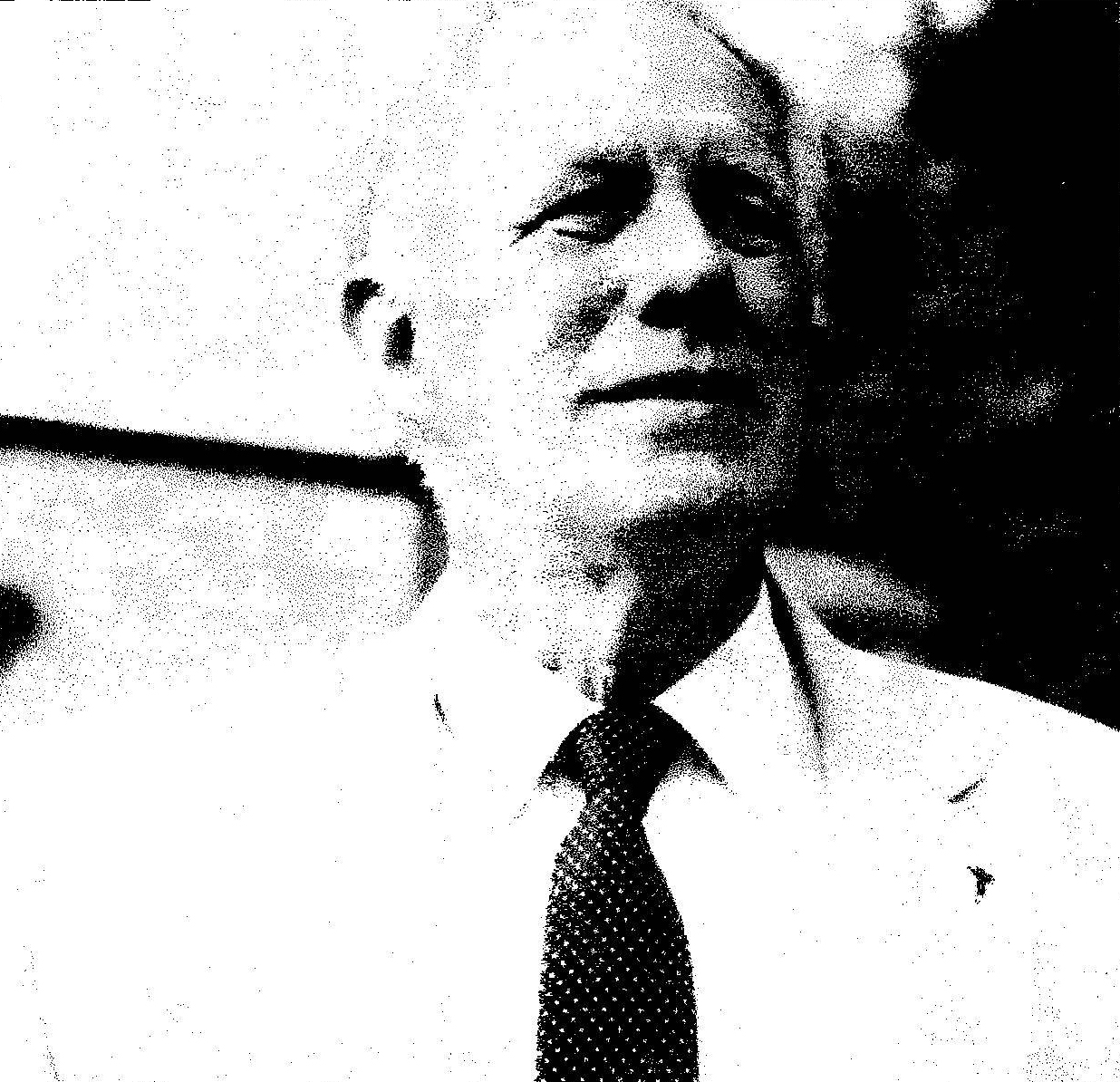
Пирс в 1999 году на официальном собрании «Национального альянса»

Пирс стремился к международному объединению неонацистов. По его заявлению, в «белом мире» будет «место для германских обществ, кельтских обществ, славянских обществ, балтийских обществ и т. д. со своими корнями, традициями и языками». В конце 1970-х годах он установил связи с британским неонацистским лидером Дж. Тиндоллом. В 1994 году начал периодически ездить в Европу с целью организовать международную неонацистскую сеть. Он предоставлял финансовую помощь британской фашистской группе «Комбат-18». К 1998 году Пирс установил тесные связи с британскими и немецкими неонацистами. В 1999 году им была приобретена американская музыкальная торговая марка «Музыка сопротивления» и шведская «Нордланд», в результате чего он смог взять под контроль международный рынок музыки в стиле «власти белых» и получил большую прибыль. Пропаганда через Интернет и реализация музыкальных записей в стиле «белой власти» привели к признанию Пирса и его организации европейскими неонацистами. В 1990-х годах были сделаны переводы «Дневников Тёрнера» на ряд европейских языков. В результате выступления Пирса перед британскими неонацистами в 1997 году властями Великобритании ему был запрещён въезд в страну, а немецкими властями в 1998 году ему было запрещено выступление во время февральской демонстрации неофашистской Национал-демократической партии Германии, которая объявила 7 февраля «Днём национального сопротивления». Пирс получил известность также среди восточноевропейских неонацистов.
В 2000 году у Пирса получил убежище Хендрик Мебус, известный немецкий музыкант направления «национал-социалистического чёрного металла», которого немецкое правосудие обвинило в убийстве. В результате у Пирса появился контроль над торговой маркой Мебуса, «Цимофане».
Несмотря на помощь Пирса, Мебус был арестован, возвращён в Германию и заключён в тюрьму. В 2001 году «Национальный альянс» занялся участием в демонстрациях и распространением листовок против «роста еврейского влияния в США». После терактов 11 сентября 2001 года Пирс заявил, что они являются прямым результатом того, что американцы допустили еврейский контроль над правительством США и использование американского могущества в еврейских интересах. В то же время имеется параллель между реальными терактами и эпизодом из «Дневников Тёрнера», где повествуется о нападении самолета с ядерным зарядом на борту на здание Пентагона. 20 апреля Пирс произнёс свою последнюю речь перед сторонниками «Национального альянса», призвав к созданию профессиональной организации и к уклонению от союза с другими радикальными группами. В этот период в «Национальном альянсе» на постоянной работе имелось 17 профессиональных служащих. Организация имела годовой доход в размере 17 млн долларов. Альянс включал отделения в двадцати штатах. Организация была на пике своей популярности, став главной неонацистской организацией в США и в целом в западных странах, чего Пирсу удалось достичь с помощью пропаганды в Интернете и торговли книгами и музыкальной произведениями радикального содержания. «Национальный альянс» реализовал расистскую компьютерную игру «Этническая чистка» (2002).
Пирс пять раз заключал брак, каждый раз с иммигранткой из Восточной Европы.
В течение десяти дней перед своей смертью Пирс приглашал к себе ближайших соратников и давал им инструкции, что следует делать для сохранения жизнеспособности «Национального альянса», который формировался вокруг единого вождя. Уильям Пирс умер 23 июля 2002 года от рака и почечной недостаточности.

## Взгляды
Пирс придерживался ортодоксального национал-социализма в сочетании с белым расизмом. Он заявлял: «Секс и насилие — вот что я больше всего люблю». Он утверждал, что «сегодня расы отличаются в своих способностях строить и поддерживать цивилизованное общество, и… в своих способностях оказывать Природе сознательную помощь при решении задач эволюции». Он считал, что расовое неравенство является естественным состоянием. Он стремился внушить молодежи «расовое сознание» и сделать из неё «расовых патриотов». По мнению Пирса, формирование «арийской расы» происходило в суровых условиях Севера, что определило её «более высокие умственные способности». В 1989 году по поводу 100-летнего юбилея Гитлера Пирс объявил его «величайшим человеком нашей эпохи». Пирс демонстрировал любовь к животным. В отличие от своего кумира, Гитлера, он отдавал предпочтение не собакам, а кошкам. В рамках конспирологии Пирс заявлял о существовании заговора против «белой расы» со стороны сторонников социализма, чёрной власти, а также банковской системой и организаторов расового смешения. С опорой на «Майн Кампф» Гитлера он относил все несчастья «белых» к результатам деятельности евреев. Хотя Пирс признавал, что «среди евреев наблюдается довольно большое разнообразие мнений», он заявлял, что правомерно «считать весь еврейский народ ответственным за проведение определённой политики».
«Национальный альянс» отверг традиционный американский патриотизм, который был характерен для более ранних ультраправых. По словам Пирса, «Если и есть страна, заслуживающая того, чтобы быть дотла спаленной громом и молнией, так это сегодняшняя Америка». Эта переориентация национального единства на расовое привела к взгляду на американское государство как на «зловредное чудовище», «самого опасного и разрушительного врага, какого наша раса когда-либо знала». Пирс определял власть США как «Сионистское оккупационное правительство». Христианство также отвергалось Пирсом как «одна из главных душевных болезней нашего народа», через которую распространяется «еврейское влияние». Предполагаемое после «расовой революции» правительство Пирс видел как религиозное, которое будет «более похожим на священный орден». Будущей религией «белой расы» он считал «арийскую религию» — созданный им «космотеизм».
Пирс призывал к созданию централизованного государства, имеющего территории на нескольких континентах и заселённого только «арийцами». Для достижения этой цели, по его утверждению, требовалась «расовая чистка страны, искоренение расово разрушительных институтов и переустройство общества на новых началах». Также он предполагал введение для населения Европы и Америки «долгосрочной евгенической программы». Стремлением Пирса было подготовить элиту, которая могла бы возглавить предполагаемую «расовую революцию» и построить новое авторитарное государство. По мнению Пирса, евреев ждёт полное истребление, но он воспринимал это не как «зверства», а «временную неприятность». «Нас не остановят трудности или связанные с этим временные неприятности, ибо мы понимаем, что это абсолютно необходимо для нашего расового выживания». С целью реализации «права белых на жизненное пространство» Пирс предполагал погрузить своих противников, к числу которых он относил «гомосексуалистов, смесителей расовой крови и твёрдых коллаборационистов, не желающих переучиваться», в «10 тысяч вагонов для скота» и отвезти на «заброшенную угольную шахту».
Пирс утверждал, что между представителями единой «чистой» расы может быть только дух товарищества и «нравственное здоровье». В то же время он отвергал эгалитаризм и утверждал, что «индивиды внутри расы могут быть выстроены в порядке соответственно уровню их развития». Он был сторонником неравенства и иерархии, власти элиты, и предполагал создавать эту элиту, «оказывая Природе сознательную помощь при решении задач эволюции». Эта элита в его понимании есть «высший тип человека», и он призывал к «улучшению качества» «белой расы» согласно «законам Природы». Он заявлял: «Мы должны принять меры к тому, чтобы низшие элементы общества не умножались и не становились более многочисленными в последующих поколениях».
Роман «Дневники Тёрнера» призывает к межрасовой войне, он описывает «белую расовую (расистскую) революцию», организованную расистской организацией для уничтожения мультикультурализма в конце XXI века. Уничтожение представителей «чёрных рас» и евреев, а также «предателей «белой расы»» заявлено как единственное возможное решение социальных проблем, угодное неназванному божеству. В книге говорится об «уникальной роли евреев как элемента, способствующего распаду народов и цивилизаций». Описывается уничтожение этнических меньшинств, прежде всего евреев; уничтожение наиболее крупных русских городов и превращение Сибири и Дальнего Востока в радиоактивную пустыню; уничтожение населения всего Азиатского континента, включая всех китайцев. Эта «арийская революция» представлена автором как завершение Холокоста.
Пирс заявлял, что «уникальность Национального альянса состоит в том, что он определяет национальность в расовых, а не географических терминах». По его мнению, «Национальный альянс», в первую очередь защищает
права «белой расы» и не принадлежит к числу экстремистских организаций.

## Влияние

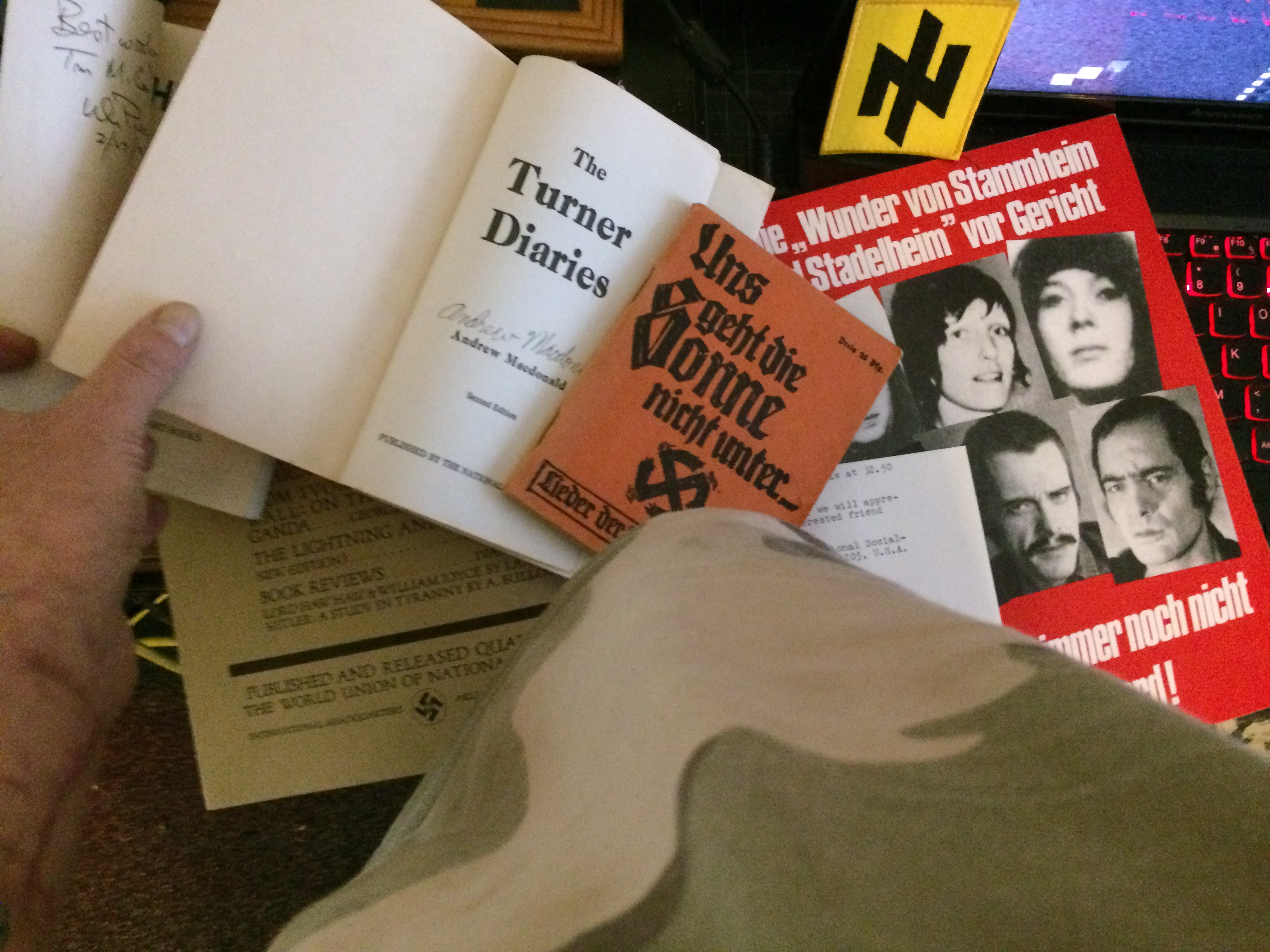
«Дневники Тёрнера» среди других радикальных матриалов

После своего выхода книга «Дневники Тёрнера» фактически заменила для американских и европейских неонацистов «Майн Кампф» Гитлера. ФБР назвало книгу «библией правых расистов».
«Дневники Тёрнера» и другие сочинения Пирса вызывали у поклонников расовую ненависть и неоднократно побуждали их к совершению грабежей и убийств, стимулировав неонацистский терроризм в США и Великобритании.
Согласно Антидиффамационной лиге, эта книга «вероятно, наиболее читаемая среди ультраправых экстремистов», многие из которых ссылались на неё как на источник побуждения к их террористической активности. Правозащитная организация Центр Симона Визенталя назвала роман «книгой ненависти».
В сентябре 1983 года глава Северо-западного тихоокеанского филиала «Национального альянса», Роберт Мэтьюз, опираясь на «Дневники Тёрнера», создал расистскую террористическую организацию The Order (Орден «Молчаливого братства», англ. Silent Brotherhood) с целью борьбы с «Сионистским оккупационным правительством» — федеральным правительством в США в идеологии организации. Мэтьюс заимствовал выражение из «Дневников Тёрнера». В организацию вошли немногим более двадцати членов. В 1983—1984 годах The Order совершил ряд громких и дерзких грабежей. Члены организации объявили «войну в 1984 году» и убили в Дэнвере известного еврейского радиожурналиста Элена Берга. После этого ими занялось ФБР. 8 декабря 1984 году Мэтьюз погиб в перестрелке с агентами ФБР, а ряд других боевиков были арестованы. По заявлению Пирса, Мэтьюз «перевёл нас от журналистских обличений на кровавую тропу». По материалам расследования, Мэтьюз требовал от своих боевиков читать «Дневники Тёрнера». Сам он считал себя одинистом, но разделял и «идентичное христианство». В убийстве Берга принимал участие Дэвид Лэйн, входивший в движение «идентичного христианства».
В феврале 1993 году Майкла Шилдза, члена «Национального альянса» за угрозы президенту Клинтону и другим высшим американским чиновникам суд приговорил к тюремному заключению на восемь месяцев.
В апреле 1995 году Тимоти Маквей устроил взрыв в федеральном здании в Оклахома-сити, в результате чего погибли 168 человек и более 500 человек получили ранения. Накануне теракта он несколько раз звонил в штаб-квартиру «Национального альянса». В его автомобиле были обнаружены ксерокопии страниц из книги «Дневники Тёрнера», и, по данным следствия, теракт был подготовлен по сценарию книги, повествующему о террористической атаке на главное управление ФБР.
12 мая 1995 года полиция обнаружила у микробиолога Лэрри Уэйна Харриса бактерии бубонной чумы, которые он похитил из своей лаборатории в Лэнкастере, штат Огайо. Также у него нашли самодельные заряды и детонаторы, а также карточку члена американской неонацистской организации «Арийские нации». Он дал показания о принадлежности к «Национальному альянсу». Харрис был осуждён на 18-месячный испытательный срок.
В 1996 года в городе Джэксон, штат Миссури, Ларри Шумейк, под влиянием писаний Пирса, застрелил одного чернокожего и ранил несколько. При приближении полиции Шумейк застрелился. При обыске в его доме была обнаружена брошюра Пирса «Отделение или истребление».
В апреле 1997 году в штате Флорида по причине нарушения федерального законодательства по обращению с оружием был арестован член «Национального альянса» Тодд Ванбайбер. Следствие установило, что он возглавлял банду, которая совершила ограбление трёх банков, и 2000 долларов из добытой суммы ушло в руки Пирса.
В 1998 году под влиянием «Дневников Тёрнера», Джоном Кингом было совершенно жестокое убийство чернокожего, за что Кинг в феврале 1999 года был приговорён к смертной казни, стал первым «белым», казнённым в Техасе после восстановления там в 1970 году смертной казни.
В феврале 1999 года членом «Национального альянса» Эриком Хэнсоном было совершено нападение на чернокожего и его белую подругу, за что Хэнсон был приговорён к испытательному сроку. 4 июня 2001 года он был убит в ходе перестрелки с полицией.
В июне 1999 года член «Национального альянса» Крис Джильям подвергся аресту за незаконное хранение оружия, в результате чего в его доме была обнаружена расистская литература и инструкции по созданию взрывчатки. Джильям был приговорён к десяти годам заключения. Спустя два дня три других члена «Национального альянса» были арестованы за незаконное хранение оружия.
В феврале 2000 году Майкл Штель из Питтсбурга, имеющий связи с «Национальным альянсом», был арестован за убийство своего гостя Б. Хартзелла.
2 августа 2000 году аресту подвергся Карл Карлсон, являвшийся главой отделения «Национального альянса» в штате Небраска, который был уличён в том, что снабжал самодельными бомбами ультраправых боевиков.
25 октября власти привлекли к ответственности члена «Национального альянса» Стива Макфаддена, незаконно содержавшего оружейный склад. У него была найдена литература альянса, в том числе «Дневники Тёрнера».
4 января 2002 года аресту подвергся Майкл Эдвард Смит, который угрожал из окна своего автомобиля обстрелять синагогу в Нэшвилле. У Смита был обнаружен склад оружия и большое число литературы «Национального альянса», включая «Дневники Тёрнера».
С «Национальным альянсом» был связан Томас Мэйр, позже осуждённый за убийство в 2016 году политика британской Лейбористской партии Джо Кокс; в 1999 году Мэйр получил от альянса инструкцию по изготовлению огнестрельного оружия в домашних условиях.
В США вышло большое число романов, которые были написаны в стиле «Дневников Тёрнера». Книга активно обсуждалась в России различными радикальными деятелями. И некоторые молодые радикалы обсуждали возможность партизанской борьбы, терроризма и организации «Фронта освобождения России».

## Критика
В. А. Шнирельман писал, что физик Пирс был плохо знаком с географией, этнологией и историей. Он отождествлял «белую расу» и «арийское общество» и игнорировал тот факт, что, помимо индоевропейцев («арийцев» в понимании нацизма), в Европе с древности проживают также носители неиндоевропейских языков. Пирс считал, что формирование «арийской расы» происходило в суровых условиях Севера, что определило её «более высокие умственные способности», но игнорировал проживание в этих условиях народов севера, не относящихся к европеоидам.

## Неопубликованные работы
- Who We Are (англ.). — 1978—1982.